# Антропова, Мета Васильевна
Мета Васильевна Антропова (1915—2011) — советский и российский учёный-гигиенист, доктор медицинских наук (1965), профессор (1966), член-корреспондент АПН СССР (1968), член-корреспондент РАО (1993). Заслуженный деятель науки Российской Федерации (2002).

## Биография
Родилась 16 января 1915 года в Саратове.
В 1938 году окончила санитарно-гигиенический факультет Первый Московский медицинский институт.
С 1938 по 1941 год обучалась в аспирантуре, после чего защитила кандидатскую диссертацию.
С 1941 по 1945 год во время Великой Отечественной войны работала государственным санитарным инспектором Пермского края.
С 1945 по 2011 год работала в НИИ возрастной физиологии РАО — научным сотрудником, старшим научным сотрудником, ведущим научным сотрудником и главным научным сотрудником.
В 1965 году М. В. Антропова защитила докторскую диссертацию, в 1966 году получила звание — профессора. В 1968 году была избрана член-корреспондентом АПН СССР по Отделению психологии и возрастной физиологии.
М. В. Антропова была одним из основоположников проведения широких научных исследований в условиях естественного эксперимента, результаты выполненных под её руководством работ позволили установить закономерности динамики умственной работоспособности школьников в зависимости от определяющих её факторов.
М. В. Антропова была создателем научной школы в области школьной гигиены, руководимое ею подразделение сотрудников института разрабатывало основные направления школьной гигиены, касающиеся вопросов регламентации режима для школьников, учебных нагрузок, гигиенических требований к проектированию и строительству школ, учебной мебели, нормированию общественно-полезного и производительного труда учащихся. М. В. Антропова была автором многочисленных работ в области школьной гигиены.
Умерла 22 марта 2011 года в Москве. Похоронена в Москве на Николо-Архангельском кладбище.

## Основные труды
- Антропова М. В. Гигиена школьника / Москва : Ин-т сан. просвещения, 1954 г. — 60 с.
- Антропова М. В. Рациональная организация питания учащихся [Текст] : Метод. письмо / Упр. школ М-ва просвещения РСФСР. Науч.-исслед. ин-т физ. воспитания и школьной гигиены АПН РСФСР. — Москва : Учпедгиз, 1954 г. — 64 с.
- Антропова М. В. Школа и охрана здоровья учащихся / М. В. Антропова, Г. П. Сальникова. — Москва : Изд-во Акад. пед. наук РСФСР, 1955 г. — 100 с.
- Антропова М. В. Гигиена пионерского лагеря / М. В. Антропова, Л. В. Михайлова, Г. П. Сальникова ; Акад. пед. наук РСФСР. Ин-т физ. воспитания и школьной гигиены. — Москва : Изд-во Акад. пед. наук РСФСР, 1956 г. — 76 с.
- Антропова М. В. Школьная гигиена: Учебник для мед. училищ / Москва : Медгиз, 1957 г. — 232 с.
- Антропова М. В. Школьная гигиена: [Учебник для сан.-фельдшерского отд-ния мед. училищ] / 2-е изд., перераб. и доп. — Москва : Медгиз, 1962 г. — 287 с.
- Антропова М. В. Работоспособность учащихся и её динамика в процессе учебной и трудовой деятельности : (По материалам эксперим. исследований детей и подростков — учащихся общеобразоват. школ) : Доклад, обобщающий работы на соискание учен. степени доктора мед. наук / 1-й Моск. мед. ин-т им. И. М. Сеченова. — Москва : [б. и.], 1964 г. — 43 с.
- Антропова М. В. Школьная гигиена : [учебник для санитарно-фельдшерских отделений медицинских училищ] / 3-е изд. — Москва : Медицина, 1965 г. — 331 с.
- Антропова М. В. Работоспособность учащихся и её динамика в процессе учебной и трудовой деятельности / Акад. пед. наук СССР. — Москва : Просвещение, 1968 г. — 251 с.
- Антропова М. В. Школьная гигиена : [Учебник для сан.-фельдшерских отд-ний мед. училищ] / 4-е изд. — Москва : Медицина, 1970. — 327 с.
- Антропова М. В. Гигиена младшего школьника / Москва : Знание, 1970 г. — 64 с.
- Антропова М. В. Основы гигиены учащихся / Москва : Просвещение, 1971 г. — 208 с.
- Антропова М. В. Родителям о здоровье школьников / М. В. Антропова, Р. И. Глухова, С. П. Ефимова. — Москва : Педагогика, 1975 г. — 128 с.
- Антропова М. В. Гигиена детей и подростков: [Учебник для сан.-фельдшерских отд-ний мед. училищ] / М. В. Антропова. — 5-е изд. — Москва : Медицина, 1977 г. — 335 с.
- Антропова М. В. Гигиена детей и подростков : [Учебник для сан.-фельдш. отд-ний мед. уч-щ] / М. В. Антропова. — Ташкент : Медицина, 1981 г. — 347 с.
- Антропова М. В. Гигиена детей и подростков : [Учебник для сан.-фельдш. отд-ний мед. уч-щ] / М. В. Антропова. — 6-е изд., перераб. и доп. — М. : Медицина, 1982 г. — 335 с. — (Учеб. лит. Для учащихся мед. уч-щ).
- Антропова М. В. Возрастная физиология и школьная гигиена / А. Г. Хрипкова, М. В. Антропова, Д. А. Фарбер. — М. : Просвещение, 1990 г. — 318 с. — (Учеб. пособие для пед. ин-тов). — ISBN 5-09-002687-4
- Антропова М. В. Режим дня младшего школьника / М. В. Антропова, Л. М. Кузнецова, Т. М. Параничева; Центр образования и здоровья М-ва образования РФ, Ин-т возрастной физиологии РАО. — М. : Вентана-Граф, 2003 г. — 20 с. — (Ваш ребёнок: азбука здоровья и развития. От 6 до 10 лет). — ISBN 5-9252-0497-2
- Антропова М. В. Как наблюдать за развитием и здоровьем ребёнка / М. В. Антропова, Л. М. Кузнецова. — М. : Вентана-Граф, 2004 г. (Ульяновск : ГПП Печ. Двор). — 21 с. — (Ваш ребёнок: азбука здоровья и развития : От 4 до 6 лет / Центр образования и здоровья М-ва образования РФ, Ин-т возрастной физиологии РАО). — ISBN 5-88717-190-1

## Награды
- Медаль «За трудовую доблесть»
- Медаль «За доблестный труд в Великой Отечественной войне 1941—1945 гг.»
- Заслуженный деятель науки Российской Федерации (2002)
- Почётная грамота Президиума Верховного совета РСФСР